# 馬庫斯·羅登
馬庫斯·羅登（瑞典語：Marcus Rohdén；1991年5月11日—）是一位瑞典足球運動員。在場上的位置是中場。現效力於土耳其足球超级联赛球隊卡拉古拉克。他曾效力於瑞典足球超級聯賽球隊艾夫斯堡體育會。他也代表瑞典國家足球隊參賽。